# 김현섭 (바둑 기사)
김현섭(金玄燮, 1988년 12월 6일 ~ )은 대한민국의 바둑 기사이다.

## 약력
허장회 도장 출신으로 충암고등학교를 졸업했다. 연구생으로 활동 중, 2007년 제112회 연구생 입단대회 결승에서 한웅규를 누르고 입단했다. 2009년 한국바둑리그에 출전했고, 2010년 2단을 거쳐 2011년 7월 3단으로 승단했다. 2011년 제3회 BC카드배 월드 바둑 챔피언십 통합예선을 통과하여 본선 64강에 진출했지만 홍무진에게 져서 탈락했고, 제1기 KC&A배 신인왕전 본선과 제7기 원익배 십단전 본선에 진출했다. 2017년 1월에 4단으로 승단했고, 제36회 KBS바둑왕전 본선에 진출했다.